# The Razorback
The Razorback  (englisch für Der Finnwal) ist ein Gebirgskamm auf Südgeorgien im Südatlantik. Er ragt zwischen dem Murray-Schneefeld und dem Kompass-Gletscher auf und erstreckt sich vom Mount Tethys nordwärts bis zum Sørlle Peak.
Der Gebirgskamm liegt auf der Route, die der britische Polarforscher Ernest Shackleton 1916 im Zuge der Endurance-Expedition (1914–1917) mit zwei Begleitern beging, um die auf Elephant Island gestrandeten Expeditionsteilnehmer zu retten. Das UK Antarctic Place-Names Committee gab ihm 2014 seinen deskriptiven Namen.